# نزول غير منته
في الرياضيات، البرهان بالنزول غير المنتهي (بالإنجليزية: Proof by infinite descent)‏ هو نوع خاص من البراهين بالخلف، يعتمد على كون مجموعة الأعداد الطبيعية مرتبة بصفة كاملة، وأن هناك عددا منتهيا من الأعداد الطبيعية التي تكون أصغر من عدد معين ما. من التطبيقات التي تستعمل هذا النوع من البراهين، البرهان على أن معادلة ما، لا تقبل أي حلول.

## نظرية الأعداد
في نظرية الأعداد كما كانت في القرن التاسع عشر، اتصلت هاته الطريقة بنظرية الأعداد الجبرية و بدراسة الدوال اللامية.

## أمثلة

### k√ عدد غير جذري إن لم يكن صحيحا
ليكن k عددا صحيحا موجبا. ليُفترض أن {\displaystyle {\sqrt {k}}} عدد ليس صحيحا ولكنه جذري (أي أنه يكتب على شكل كسر حيث m و n عددان صحيحان أوليين فيما بينهما) وليكن q هو الجزء الصحيح لجذر k التربيعي.
{\displaystyle {\begin{aligned}{\sqrt {k}}&={\frac {m}{n}}\\[8pt]&={\frac {m({\sqrt {k}}-q)}{n({\sqrt {k}}-q)}}\\[8pt]&={\frac {m{\sqrt {k}}-mq}{n{\sqrt {k}}-nq}}\\[8pt]&={\frac {nk-mq}{m-nq}}{\text{ }}\end{aligned}}}
يحصل على هذال المتساوية الأخيرة بتعويض الظهور الأول ل m في البسط بقيمته {\displaystyle n{\sqrt {k}}} وبتعويض {\displaystyle {\sqrt {k}}} في المقام بقيمته {\displaystyle m/n}.
باستعمال تعريف دالة الجزء الصحيح، يستنتج ببساطة أن {\displaystyle m-nq<n}. وهذا يتناقض مع الفرضية الأولى والتي تنص على أنه لا يوجد أي عدد صحيح طبيي أصغر قطعا من n يمكن أن يكون مقاما لكسر مساو ل {\displaystyle {\sqrt {k}}}.